# List posagowy
List posagowy – dokument wydawany przez ojca lub opiekuna dotyczący dóbr stanowiących uposażenie posagowe córki wychodzącej za mąż lub wstępującej do nowicjatu. 